# Medalha de Ouro S.I. Vavilov
A Medalha de Ouro S.I. Vavilov (em russo:  Золотая медаль имени С.И. Вавилова) é uma condecoração da Academia de Ciências da União Soviética, denominada em homenagem ao físico russo Sergei Ivanovitch Vavilov. De 1952 a 1991 foi concedida pela Academia de Ciências da União Soviética em intervalos de tempo irregulares. Em seguida foi concedida desde 1995 pela Academia de Ciências da Rússia a cada cinco anos, por realizações de destaque em física.

## Recipientes
- 1952 Dmitri Skobeltsyn
- 1953 Alexander Terenin
- 1959 Ivan Obreimov
- 1961 Eduard Schpolski
- 1965 Valentin Fabrikant
- 1970 Piotr Feofilov
- 1973 Vladimir Linnik
- 1976 Michail Galanin
- 1979 Ilia Frank
- 1982 Sergei Vonsovski
- 1985 Vsevolod Antonov-Romanowski
- 1988 Evgenii Feinberg
- 1991 Bertold Neporent
- 1995 Vitaly Ginzburg
- 2000 Immanuil Fabelinski
- 2005 Leonid Keldysch
- 2010 Vladimir Ritus
- 2015 Ievgeni Dianov
- 2020 Gennadi Mesjaz